# Rita la Cantaora
Rita Giménez García, más conocida como Rita la Cantaora (Jerez de la Frontera, Cádiz; 1859 - Zorita del Maestrazgo, Castellón; 1937), fue una cantaora de flamenco española, famosa en los cafés cantantes de su época.

## Inicios
Desde muy joven, Rita destacó por sus dotes tanto para el canto como para el baile flamenco, que más tarde se convertirían en su medio de vida. Su carrera comenzó en su ciudad natal, Jerez de la Frontera, donde un agente teatral la descubrió cantando coplas. Tras esto decidió contratarla para que actuara junto a Juana la Macarrona y el cantaor Antonio Ortega, también conocido como Juan Breva, en los cafés cantantes madrileños, entre ellos el famoso Café Romero situado en la calle Alcalá.

## Carrera artística
Entre 1884 y 1895, Rita tuvo la oportunidad de trabajar en varias ocasiones junto a otros artistas de primerísimo nivel, tales como José Barea, María la Macarrona, las Borriqueras, el Malagueño, etc. Tal fue su éxito que, en 1885, la revista El Enano le dedicó unos versos en los que elogiaba su gran belleza y su gracia:

Del pueblo andaluz señora.
Todo el elogio merece.
Que su mirar enamora,
Que una rosa que florece
Es Rita la cantaora.
[...]
La petenera sentida,
Que canta en dulce embeleso.
Es reflejo de su vida.
Porque en cada nota anida
Una esperanza y un beso.
El Enano

La Cantaora comenzó a aparecer en los carteles de uno de los escenarios más grandes y famosos para cantaores, bailaoras y guitarristas del arte flamenco, el Liceo Ríus de Madrid, que más tarde fue renombrado Salón Variedades tras su reforma.
En marzo de 1892, actuó en una función benéfica en Madrid, que consistió en la representación de la obra Mi mismo nombre. En agosto de ese mismo año, también formó parte de la pantomima La feria de Sevilla, junto al cantante Juan Breva y la bailarina Soledad Menéndez.
En 1897, volvió a compartir escenario con La Macarrona y Barea, entre otros artistas, en el ya renovado Salón Variedades. En 1901, la revista Alrededor del mundo hizo referencia a Rita en uno de sus reportajes como «una de las mejores cantaoras flamencas del momento». Un año más tarde, participó de nuevo en actuaciones en el Salón Variedades junto a Paca Aguilera.
En 1904, Núñez de Prado elogió a Rita en su obra Cantaores Andaluces por sus grandes capacidades artísticas como cantaora, hasta el punto de compararla con Antonio Chacón:

«La popularidad de su nombre es inmensa, y generales las simpatías de que goza, y esto lo debe tanto á sus cualidades de artista, como al atractivo de su carácter alegre, comunicativo [...]. Y, no obstante, es justamente admirada, y aun más justamente aplaudida, porque dentro de ella hay algo que no pertenece á la generalidad, que no es vulgar, que lleva consigo la marca particularísima de una psicología determinada [...]».
«Es difícil, muy difícil, encerrar en las grandiosidades majestuosas del malagueño de Chacón los caprichosos jugueteos del cante de la Rita, sin que el contraste se haga notar de manera antipática, y sin embargo, ella ha conseguido hacer esto, y lo ha hecho con un tacto tan exquisito, que su labor es un merecido triunfo, lo que constituye la mejor ejecutoria de su alma de artista».
Guillermo Núñez de Prado y Aguilar

En 1906, figuró en el cuadro flamenco de El Café del Gato. Durante los años siguientes actuó con otros grandes artistas de la época, como Fosforito el Viejo o Antonia Gallardo Rueda, cuyo nombre artístico era La Coquinera; y después, a lo largo de los años veinte, con Manuel Pavón y Manuel Escacena, llegando a ser una de las figuras más destacadas de los cafés cantantes de la capital española a principios del siglo XX.
Durante su trayectoria artística, desarrollada principalmente en Madrid, destacó dentro del género de las coplas, sobre todo por malagueñas y soleares, aunque también interpretó estilos festeros como bulerías.
Aunque a finales de los años veinte Rita ya era bastante conocida en toda España, no dudaba en actuar allí donde fuera solicitada a pesar de ganar tan solo «tres duros diarios».
La ajetreada vida artística que llevó durante sus primeros años fue imposible de aguantar con el paso del tiempo, por lo que su carrera comenzó a sufrir las consecuencias. En una entrevista concedida a la revista La Estampa en 1934, ella misma admitió que, a pesar de haber vivido «como una reina», al final de su vida era más «probe que las ratas».
Su última actuación en público tuvo lugar tres años antes de su muerte, en 1934, en el Café de Magallanes de Madrid, con motivo de un festival benéfico que reunió a otros artistas veteranos como La Coquinera o Fosforito, que fue el que la convocó para el evento. Cantó dos canciones: una malagueña de Fosforito, llamada Desde que te conocí y Males que acarrea el tiempo, de La Serneta y Enrique El Mellizo. Según relata la revista Er Compá, la propia Rita se mostró orgullosa de haber podido participar en un festival así a pesar de sus 75 años.

## Vida personal
Rita tuvo que ganarse la vida con su talento en el cante flamenco desde muy temprana edad. De su Jerez natal se trasladó a Madrid, donde vivió gran parte de su vida. Allí tuvo la oportunidad de codearse con algunos de los artistas más importantes del flamenco de la época, y con muchos de ellos, logró entablar una amistad. Fue íntima de Fosforito, La Paloma, Las Coquineras, y más tarde de Manuel Pavón Varela “Maneli” y de Manuel Escacena “Cabeza de Pepino”.
Tras conocer y hacerse amiga del bailaor Patricio el Feo, se fue con él a vivir a Carabanchel Alto. Allí conoció al volquetero Manuel González Flores, a quien consideraba su marido. Este era viudo y tenía una hija y cuatro nietos. Cuando Manuel falleció de forma súbita en 1930, Rita se hizo cargo de ellos y dedicó el resto de su vida a convivir ayudándole en los quehaceres de la casa.
Falleció el 29 de junio de 1937 a causa de una asistolia, cuando tenía 78 años de edad. Su muerte se produjo en Zorita del Maestrazgo (Castellón), lugar a donde fue evacuada en calidad de refugiada por las autoridades junto al resto de habitantes de Carabanchel en 1936 debido al inicio de la Guerra civil española. Oído al Cante Flamenco explicaba la vida de Rita de esta forma:

«La existencia de La Rita fue pintoresca sin llegar a ser azarosa, se redujo a amar todo lo que pudo, a cantar todo lo que se la pidió y a saborear todos los goces que pasaron al alcance de su mano».

## Cultura popular
La figura de Rita la Cantaora sigue presente en la cultura popular española, no tanto por su trabajo como cantaora y bailaora, sino porque su nombre ha quedado ligado a una expresión que forma parte del refranero popular. Su pasión por el trabajo era tal, que estaba dispuesta a actuar allí donde se la solicitaba, sin importar el dinero que ganara por la actuación, e incluso a hacer funciones dobles, ya se lo pidiese el dueño de un tablao o el organizador de alguna fiesta privada. Tenía tanta fama que incluso sus propios compañeros recomendaban sus servicios cuando no le ofrecían suficiente dinero como para actuar ellos mismos. De este modo, se acuñó la expresión «que lo haga Rita la Cantaora» para referirse a todas aquellas ocasiones en las que uno no está dispuesto a realizar una acción. 
Otros creen que esta frase surgió a modo de insulto en su Jerez natal, donde se dice que Rita no era muy querida, pero con el paso de los años comenzó a extenderse por toda España. 
Esta expresión ha ido evolucionando con el tiempo y ahora se utiliza en coletillas como «va a ir Rita la Cantaora», «te lo va a pagar Rita la Cantaora», «que trabaje Rita la Cantaora», entre otras, para expresar que no se quiere ir a un lugar, que no existe la intención de pagar una deuda o que no se quiere realizar un trabajo, respectivamente. El uso de estas expresiones es tan común, que muchas personas piensan que se trata de un personaje ficticio.